# Strzebniów
Strzebniów (niem. Strebinow, śl. Strzybniów) – dawna wieś, obecnie dzielnica Gogolina, położona w województwie opolskim, w powiecie krapkowickim, w gminie Gogolin, w południowo-zachodniej Polsce.

## Nazwa
W alfabetycznym spisie miejscowości na terenie Śląska wydanym w 1830 roku we Wrocławiu przez Johanna Knie wieś występuje pod polską nazwą Strzebniow, która funkcjonowała wówczas zarówno w języku polskim jak i niemieckim. Ze względu na polskie pochodzenie w roku 1939 nazistowska administracja III Rzeszy zmieniła nazwę na nową, całkowicie niemiecką - Berchtoldsdorf, pod którą funkcjonowała do 1945 roku.

## Historia
Strzebniów został założony w XVII wieku i należał do dóbr ziemskich rodu von Gaschin z  Żyrowej i pozostawał w ich rękach do 1932 roku.
Podczas plebiscytu w 1921 roku we wsi uprawnionych do głosowania było 96 mieszkańców. Za Polską głosowało 69 osób, za Niemcami 22 osoby. Strzebniów pozostał w granicach Niemiec. 
Podczas III powstania śląskiego folwark 8 maja został zaatakowany i zajęty przez baon tarnogórski Romana Koźlika z Podgupy „Bogdan” atakujący wówczas Gogolin. Następnie został obsadzony przez baon Alojzego Kurtoka z 8 Pszczyńskiego pułku piechoty Franciszka Rataja. 14 i 17 maja siły  Selbstschutz Oberschlesiens dokonały wypadów na Strzebniów celem poszerzenia przedmościa gogolińskiego. W obu tych przypadkach zgrupowanie SSOS dopuściło się zbrodni wojennych, mordując 7 powstańców wziętych do niewoli oraz 18 osób spośród miejscowej ludności cywilnej. Wszystkie zwłoki zostały zidentyfikowane, a specjalna komisja lekarska pod przewodnictwem dra Ignacego Nowaka potwierdziła, że osoby te zostały zamordowane przez oddział Karla G.O. Hauensteina (batalion szturmowy „Sturmbataillon Heinz”). Stwierdzono u ofiar ślady bicia kolbami i kopania, połamane ręce i żebra i zgruchotane czaszki. Jednym ze sprawców masakry był Albert Leo Schlageter. 21 maja niemiecka ofensywa zmierzająca w kierunku Góry św. Anny odbiła wieś z rąk wojsk powstańczych.

Ze Strzebinowa Gogolin widać jak na dłoni. (...) 
Leżę w wyłomie muru otaczającego ogród folwarku Strzebinów i pruję krótkimi seriami z ckm w odrywające się od zabudowań Gogolina grupki szarych postaci. Kompanijny Kocima, stary kolejarz z Ligoty pod Katowicami, bada lunetą przedpole i wskazuje mi cele. Serie moje są, widać, skuteczne, bo impet natarcia od Gogolina jakby osłabł. W każdym razie leżące na naszym przedpolu grupki nie wykazują chęci ruszenia naprzód. Ożywiony ruch panuje natomiast po lewej stronie. Z opłotków Gogolina wyskakują raz po raz postacie w stalowych hełmach i kryjąc się za nasypem kolejowym, pędzą w kierunku południowym. Próbuje sięgnąć ich z mego ckm, ale za daleko. 
Wygląda na to, że chcą wyprzeć nas ze wzgórza Wygoda i oskrzydlić baon Krügera-Krukowskiego w Obrowcu. Fakt, że na naszym bezpośrednim przedpolu natarcie prawie zupełnie zamarło, zdaje się potwierdzać takie przypuszczenie. Również od północy słychać nieustanną strzelaninę. To lewe skrzydło podgrupy „Bogdan” toczy ciężką walkę z nieprzyjacielem.
Nie mogę niestety dojrzeć, co się po północnej stronie szosy prowadzącej z Gogolina do Strzelec dzieje. Walczy tam rekrutujący się przeważnie z miejscowych powstańców baon Jędrysika-Walensteina. To bardzo dzielny dowódca. Pochodzi z pobliskiego Wielkiego Kamienia, jeden z nielicznych Górnoślązaków, którego droga prowadziła przez legiony Piłsudskiego. Nie ulega najmniejszej wątpliwości, że ta jednostka powstańcza bić się będzie do ostatka, żeby zagrodzić Niemcom drogę do rodzimych wsi.
Napływające meldunki patroli z godziny na godzinę stają się coraz bardziej niepokojące. Niemcom udało się wbić klin w nasze pozycje między Wygodą i Obrowcem. W oddziałach brak amunicji. Niebezpieczeństwo okrążenia wzrasta.
Z ciężkim sercem decydujemy się w ostatniej chwili na wycofanie się do Zakrzowa. Tutaj kompania zajmuje nowe pozycje obronne.

W 1933 roku we wsi mieszkało 668 mieszkańców. W folwarku tym sezonowo zatrudniali się zagrodnicy, którzy przez okres pracy zamieszkiwali Strzebniów, poza nimi znajdowały się tu jedynie cztery gospodarstwa. Strzebniów znalazł się w administracyjnych granicach miasta Gogolin w 1958 roku.